# Mediaster
Mediaster is een geslacht van zeesterren uit de familie Goniasteridae.				

## Soorten
- Mediaster aequalis Stimpson, 1857
- Mediaster arcuatus (Sladen, 1889)
- Mediaster australiensis H.L. Clark, 1916
- Mediaster bairdi (Verrill, 1882)
- Mediaster boardmani (Livingstone, 1934)
- Mediaster brachiatus Goto, 1914
- Mediaster capensis H.L. Clark, 1923
- Mediaster dawsoni McKnight, 1973
- Mediaster elegans Ludwig, 1905
- Mediaster gartrelli H.E.S. Clark, 2001
- Mediaster murrayi Macan, 1938
- Mediaster ornatus Fisher, 1906
- Mediaster pedicellaris (Perrier, 1881)
- Mediaster praestans Livingstone, 1933
- Mediaster sladeni Benham, 1909
- Mediaster tenellus Fisher, 1905
- Mediaster transfuga Ludwig, 1905